# لي واي لون
لي واي لون (بالصينية: 利偉倫) هو لاعب كرة قدم ومدرب كرة قدم صيني في مركز الدفاع، ولد في 7 مارس 1981 في هونغ كونغ في الصين. شارك مع منتخب هونغ كونغ لكرة القدم. أما مع النوادي، فقد لعب مع نادي جنوب الصين ونادي سون هي ونادي كيتشي.

## وصلات خارجية
- لي واي لون على موقع الاتحاد الدولي (مؤرشف)  (الإنجليزية)
- لي واي لون على موقع قاعدة بيانات كرة القدم.إي يو (الإنجليزية)
- لي واي لون على موقع ناشيونال فوتبول تيمز (الإنجليزية)